# Недзельский, Андрей Степанович
Андрей Степанович Недзельский (Неделя или Андрей Львовский; род. 1 марта 1973, Львовская область) — влиятельный украинский криминальный авторитет, вор в законе (хотя на момент получения «титула» не отбывал срок наказания в местах лишения свободы, что противоречит «старым понятиям»). Имел широкие связи среди славянских и кавказских воров из клана Деда Хасана, являлся «смотрящим» по Украине и Киеву, а также держателем украинского воровского «общака».

## Биография

### В орбите Мамеда и Дато
Андрей Недзельский родился 1 марта 1973 года в райцентре Старый Самбор Львовской области, некоторое время торговал старыми автомобилями, в середине 1990-х годов переехал в Киев, где началась его криминальная карьера. Неделю подозревали в убийстве бизнесмена Игоря Кульчицкого, расстрелянного во Львове 17 июля 2008 года. В 2010 году Неделя был объявлен в международный розыск по подозрению в убийстве криминального авторитета Александра Семенова (Кацап), убитого в Киеве в 2009 году. Вскоре его задержали в Испании и экстрадировали на Украину, однако, благодаря широким коррумпированным связям обвинение в убийстве с Недзельского было снято. Входил в ближайшее окружение влиятельного вора в законе Сергея Мамедова (Мамед), который умер в ноябре 2011 года от рака желудка.
После смерти Мамеда началась борьба за украинский общак, который он контролировал. С одной стороны на него претендовали кавказцы — воры в законе Серго Глонти (Гуга), Рамаз Цикоридзе (Рамаз Кутаисский) и Бахыш Алиев (Ваха), которых поддержал старейший одесский «законник» Валерий Шеремет (Шарик). Им противостоял вор в законе Сергей Лысенко (Лёра Сумской), которого поддержали россияне Анатолий Якунин (Сенька Самарский), Юрий Пичугин (Пичуга) и Василий Христофоров (Воскрес), близкие к славянскому крылу воровского клана, подконтрольного самому влиятельному на тот момент вору в законе Аслану Усояну (Дед Хасан).
В мае 2012 года Недзельский был поставлен «смотрящим» по Киеву. На «сходке» присутствовали трое воров в законе — россиянин Юрий Пичугин (Пичуга) и украинцы Сергей Лысенко (Лёра Сумской) и Алексей Сальников (Лёша Краснодонский), задержанные сотрудниками милиции. 28 октября 2012 года Неделя был «коронован» в Греции («воровской подход» или рекомендацию ему сделал влиятельный кутаисский вор в законе Давид Себискверадзе по кличке Дато Кутаисский или Варламыч).

### Конфликт с кутаисцами
Зимой 2016 года Неделя попытался «короновать» своего ставленника, луганского авторитета Николая Бабичева (Ашота), что привело к охлаждению отношений с Лерой Сумским. Также Неделя распространял через авторитета Диму Донецкого своё влияние на украинские колонии, что окончательно рассорило его с Сумским, который считал места заключения исключительно своей вотчиной. В мае 2017 года в Одессе был задержан Серго Глонти (Гуга), который обвинил в своём аресте Неделю. Кроме того, к лету 2017 года Неделя поссорился с днепропетровским вором в законе Умкой, который отказался вносить деньги в киевский «общак», подконтрольный Неделе.
По состоянию на 2017 год, Неделя контролировал криминальный мир Западной и Центральной Украины, а также так называемый центральный или киевский «общак». В сферу его интересов входило крышевание теневого спиртового бизнеса и незаконной добычи янтаря в Ровненской области. Кроме того, люди Недели курировали каналы контрабанды и перевозки нелегалов через западную границу Украины. Неделя лишился поддержки украинских воров в законе Сумского и Умки, при этом он соперничал с грузинскими ворами в законе, которые контролировали Восточную и Южную Украину. В число противников Недели входили криминальные авторитеты Алеко Накрелешвили (Нарик), Гия Хмелидзе (Хмело), Гия Лобжанидзе (Куцу), Лаша Джачвлиани (Лаша Сван), Серго Глонти (Гуга) и Нодар Асоян (Нодар Руставский ).
В июне 2017 года в Греции прошла воровская «сходка», на которой грузинские воры во главе с Дато Кутаисским и Гайозом Звиададзе (Гия Кутаисский) приостановили статус Недели в качестве «вора в законе» (сам Неделя эту встречу проигнорировал). По одной версии, Неделя отказал освободившемуся из греческой тюрьмы Себискверадзе в финансовой помощи. Согласно другой версии, несколько грузинских воров обвинили Неделю в связях с украинскими силовиками. Через несколько дней Недзельский был арестован в Ницце во время оформления сделки по приобретению недвижимости. Французские полицейские обвинили его в предъявлении фальшивого венгерского паспорта. По одной из версий, таким образом Неделя пытался избежать вызова на новую криминальную «сходку».
По состоянию на 2018 год Неделя снимал офис в киевском бизнес-центре «Парус», где принимал желающих с ним встретиться.

### Раскоронация
12 октября 2019 года в киевском отеле Fairmont Grand, на свадьбе дочери криминального авторитета Олега Крапивина (Олега Бакинского), несколько законников избили Неделю, выбросили его на улицу и лишили звания «вора в законе». На разбирательстве присутствовали воры Сергей Олейник (Умка), Давид Озманов (Дато Краснодарский) и Нодар Асоян (Нодар Руставский), а также крымский авторитет Юрий Ериняк (Молдаван).

### Розыск и задержание
Весной 2020 года Андрею Недзельскому заочно сообщили о подозрении в совершении умышленного убийства и объявили в международный розыск. По версии следствия, осенью 2009 года «Неделя» лично расстрелял в Киеве своего бизнес-партнера — авторитета Александра Семёнова по прозвищу «Кацап». 7 июля 2021 года во время прохождения Недзельским таможенного контроля в аэропорту Софии его задержали болгарские полицейские за предъявление фальшивых документов. 22 июля 2021 года Апелляционный суд Софии отпустил Недзельского под залог. В конце марта 2022 года Недзельского задержали в Италии с поддельным паспортом.